# ياسر لعروسي
ياسر العروسي (1 يناير 2001 بواد سوف الجزائر – )، هو لاعب كرة قدم جزائري، يلعب في مركز الظهير الأيسر في نادي شيفيلد يونايتد. 

## مسيرة
غادر رفقة عائلته إلى فرنسا في سن صغيرة، وبدأ لعب كرة القدم في روان، ثم تم رصده من قبل لوهافر الفرنسي، حيث يثبت نفسه في فرق الشباب، ليصبح قائدًا لفريق تحت 17 سنة. أعلنت وسائل الإعلام عن اهتمام عدة أندية مثل مانشستر يونايتد وساوثهامبتون وليفربول بضم اللاعب..ولكن على الرغم أن الاختبارات أجريت في ساوثامبتون، إلا أن نادي ليفربول هو الذي جذبت الشاب الجزائري إلى مركزه التدريبي. حيث في 1 جانفي 2017 التحق بليفربول وقد خطفه فريق الريدز من مانشستر يونايتد و لاماسيا التي كانت تريده.
وصل من لوهافر جناحًا مهاجمًا، وحُول إلى مركز الظهير الأيسر من قبل مدرب ليفربول تحت سن 18 عامًا باري لوتاس، مما أعطى الرضا الكامل للأخير، ولعب دورًا رئيسيًا في لقب الليفوربيلي في كأس شباب الاتحاد الإنجليزي.
في جوان 2019 قرر مدرب نادي ليفربول يورغن كلوب تصعيده للفريق الأول بعدما كان يلعب في اندية الشباب.
في 5  يناير 2020، وبهذا المنصب ( الظهير الأيسر) أظهر أخيرًا احترافية  لأول مرة   في كأس الاتحاد الإنجليزي ، ضد إيفرتون من كارلو أنشيلوتي. دخل للعب بدلا من جيمس ميلنر الذي أصيب في الدقيقة التاسعة، فقدم أداءً قويًا في هذا الديربي الذي فاز به 1-0 على ريدز، وحرم خصمه ثيو والكوت من أي مساحة في الهجوم.

## المنتخب الجزائري
بما أن ياسر العروسي مولود في الجزائر، وتدرب في فرنسا حيث وصل شابًا ويحمل الجنسيتين الفرنسية الجزائرية. فكان بإمكانه الإختيار بين الفريقين الوطنيين، وقد عبرت الاتحادية الجزائرية لكرة القدم، بحسب وسائل الإعلام الجزائرية، عن اهتمامها بضم اللاعب الشاب. ومع ذلك، فقد تلقى الاستدعاء الأول من الفريق الفرنسي تحت سن 19 عامًا بعد وقت قصير من مباراته الأولى مع ليفربول. لكن هذه الدعوة لا تعني الاختيار، حيث استدعي لعروسي في الوقت نفسه مرة أخرى في الفريق الأول لليفربول. حتى أن المصادر أعلنت أن اللاعب سيستهدف في النهاية الفريق الجزائري.

## تتويج
أحتياطي في ليفيربول
- كأس تحدي اتحاد الشباب لكرة القدم: 2018–19[16]

## روابط خارجية
- ياسر لعروسي على موقع الاتحاد الأوربي (الإنجليزية)
- ياسر لعروسي على موقع إي إس بي إن إف سي (الإنجليزية)
- ياسر لعروسي على موقع قاعدة بيانات كرة القدم.إي يو (الإنجليزية)
- ياسر لعروسي على موقع ليكيب (الفرنسية)
- ياسر لعروسي على موقع Soccerbase.com (لاعب) (الإنجليزية)
- ياسر لعروسي على موقع Soccerway.com (الإنجليزية)
- ياسر لعروسي على موقع عالم كرة القدم.نت (الإنجليزية)
- ياسر لعروسي على موقع AS.com (الإسبانية)